# Eliminatoria para el Campeonato Africano Sub-23 de 2011
La Eliminatoria para el Campeonato Africano Sub-23 de 2011 tuvo a 39 selecciones participantes de África, las cuales se enfrentaron en series de eliminación directa, otorgando 8 plazas para la fase final, la cual se realizaría en Marruecos; de donde saldrían los 3 equipos que clasifican directamente para los Juegos Olímpicos y un cuarto equipo que disputaría una serie de eliminación directa ante el cuarto lugar de Asia (quien resultaría ser Omán).

## Ronda Preliminar
| Equipo 1     | Global      | Equipo 2          | Ida | Vuelta |
| ------------ | ----------- | ----------------- | --- | ------ |
| RD Congo     | w/o1        | Chad              |     |        |
| Etiopía      | w/o1        | Guinea Ecuatorial |     |        |
| Suazilandia  | w/o1        | Mauricio          |     |        |
| Yibuti       | w/o1        | Madagascar        |     |        |
| Sierra Leona | 2–2 (1–3 p) | Liberia           | 1–1 | 1–1    |
| Somalia      | 0–1         | Sudán             | 0–0 | 0–1    |
| Botsuana     | 1–0         | Namibia           | 1–0 | 0–0    |

1- Chad, Etiopía, Mauricio y Yibuti abandonaron el torneo.

## Primera Ronda
| Equipo 1        | Global      | Equipo 2          | Ida | Vuelta |
| --------------- | ----------- | ----------------- | --- | ------ |
| Zambia          | 3–0         | Ruanda            | 2–0 | 1–0    |
| Marruecos       | 3–2         | Mozambique        | 2–0 | 1–2    |
| Camerún         | 3–3 (1–3 p) | Tanzania          | 2–1 | 1–2    |
| Senegal         | 1–1 (a)     | Angola            | 0–0 | 1–1    |
| Sudáfrica       | 4–2         | Libia             | 4–2 | 0–0    |
| Argelia         | 4–0         | Madagascar        | 3–0 | 1–0    |
| Egipto          | 3–2         | Botsuana          | 2–0 | 1–2    |
| Gabón           | 4–1         | Suazilandia       | 3–1 | 1–0    |
| Burkina Faso    | 2–5         | RD Congo          | 1–2 | 1–3    |
| Costa de Marfil | 4–0         | Liberia           | 4–0 | 0–0    |
| Túnez           | 3–0         | Malaui            | 2–0 | 1–0    |
| Benín           | w/o1        | Gambia            |     |        |
| Uganda          | 1–1 (2–4 p) | Congo             | 1–0 | 0–1    |
| Malí            | 2–2 (a)     | Guinea            | 0–0 | 2–2    |
| Nigeria         | 9–1         | Guinea Ecuatorial | 5–0 | 4–1    |
| Ghana           | 1–2         | Sudán             | 0–1 | 1–1    |

1- Gambia abandonó el torneo.

## Segunda Ronda
| Equipo 1  | Global | Equipo 2        | Ida | Vuelta |
| --------- | ------ | --------------- | --- | ------ |
| Argelia   | 3–2    | Zambia          | 3–0 | 0–2    |
| Marruecos | 3–2    | RD Congo        | 2–1 | 1–1    |
| Congo     | 1–3    | Costa de Marfil | 1–2 | 0–1    |
| Gabón     | 1-0    | Malí            | 0–0 | 1-0    |
| Sudán     | 0–2    | Egipto          | 0–0 | 0–2    |
| Benín     | 4–6    | Sudáfrica       | 3–1 | 1–5    |
| Túnez     | 0–1    | Senegal         | 0–0 | 0–1    |
| Tanzania  | 1–3    | Nigeria         | 1–0 | 0–3    |